# بوشيني كناري
بوشيني كناري (الاسم العلمي: Puccinia canariensis) هو نوع من الفطريات يتبع جنس البوشيني من فصيلة البوشينية.